# Acanthogammarus victorii
Acanthogammarus victorii — вид рода Acanthogammarus из отряда бокоплавов (Amphipoda)
эндемичный вид озера Байкал.

## Описание
Длина тела до 67 мм. Окраска тела коричневато-желтая, без поперечных полос.
Срединный ряд возвышений при взгляде сбоку — в виде широких треугольных килей, низких на 1-4 сегментах мезосомы, более развитых на 5 сегменте, высоких на 6-7 сегментах мезосомы и 1-2 метасомы. На 3 сегменте метасомы и 1 уросомы срединные возвышения в виде острых зубцов. Боковые ряды в виде очень слабых бугорков, неясных на 1- 4 сегментах мезосомы и лучше заметных на 5-7 сегментах мезосомы и всех сегментах метасомы. Краевые ряды на сегментах мезосомы в виде широких в основании, треугольных килей, за исключением 4 сегмента, на котором они в виде мощных, изогнутых назад роговидных зубцов; расстояние между их вершинами в 2 раза превышает максимальную ширину тела.
Голова с бугристой дорсальной поверхностью и небольшим, тупым, треугольным рострумом; длина рострума примерно равна ширине глаза; нижний край головы с утолщением, но без зубца.
Глаза черные, выпуклые, яйцевидные, суженные снизу.
Антенны 1 не длиннее половины длины тела. 4-й членик стержня антенны 2 сильно сплюснут дорсовентрально, жгут короче 5-го членика.
Кокса 1 с сильно вытянутой вперед, неширокой, но округленной лопастью и с сильно вырезанным нижним краем. Коксы 2-4 также с сильной вырезкой снизу, 4 пара — с коническим зубцом на боковой стороне, направленным прямо в сторону.
Переоподы наиболее длинные в 6 паре, их базиподиты возрастают в длину от 5 к 7, узкие, их задний край суживается на всем своем протяжении.
Уроподы 3 с густыми перистыми щетинками по обеим сторонам обеих ветвей.
Тельсон рассечен на 2/3, выемка щелевидная.

## Экологическая характеристика
Размножается зимой, яйценосные самки и с молодью отмечены с января по июнь. Глубина 3-90 м; грунт — песок, камни.

## Распространение
Южная часть Байкала до Селенги. По данным Р. М. Камалтынова отсутствует на участке западного прибрежья Южного Байкала от пади Средняя до мыса Кадильный.